# النيابة تطلب البراءة (فلم)
النيابة تطلب البراءة هو فيلم دراما مصري من إخراج عدلي خليل وبطولة سمير صبري، سماح أنور، فيفي عبده، سعيد عبد الغني وألفت سكر، صدر الفيلم في 2 يوليو 1990. الموافق لعيد الأضحى 1410 هـ.

## نبذة
يدخل أحمد وكيل النيابة في صراع مع صديقه عمره رأفت المقاول الذي يطمع في نعمت خطيبة أحمد ويتآمر لفسخ الخطبة ليتزوج منها. يصاب أحمد بصدمة نفسية شديدة تؤدي إلى إصابته بازدواج في الشخصية ليدافع في الصباح عن القانون ويتحول في المساء إلى شخصية إجرامية يدعى البرنس.

## وصلات خارجية
- مقالات تستعمل روابط فنية بلا صلة مع ويكي بيانات